# Tom Fogerty
Pour les articles homonymes, voir Fogerty.
Tom Fogerty, né le 9 novembre 1941 à Berkeley (Californie) et mort le 6 septembre 1990 à Scottsdale, est un guitariste américain, membre du groupe Creedence Clearwater Revival. Il est le frère aîné de John Fogerty, chanteur principal et guitariste du même groupe.

## Biographie
Tom Fogerty commence à jouer du rock au lycée, comme son frère John. Ils jouent dans des groupes différents. Tom joue dans Spider Webb and the Insects (avec Jeremy Levine de The Seeds). Le groupe se dissout en 1959 sans avoir sorti aucun disque. John joue avec The Blue Velvets.
Par la suite, Tom rejoint le groupe de John, qui enregistre trois singles en 1961 et 1962, avec Tom comme chanteur principal. Au milieu des années 1960, sous le nom de The Golliwogs, le groupe enregistre des disques où Tom et John se partagent le rôle de chanteur principal.
En 1968, le groupe change de nom pour celui de Creedence Clearwater Revival. John devient alors le chanteur principal et le compositeur des chansons originales du groupe. Tom participe aussi au chant et à l'écriture des chansons, mais une seule de ses chansons, Walk on the Water, est finalement enregistrée. Ce rôle secondaire entraîne une animosité envers son frère, ce qui l’amène à quitter le groupe en 1971. Il est également lassé des tournées et de l'univers médiatique qui entoure le groupe.
Tom Fogerty entame ensuite une carrière solo. Il a de petits succès avec Goodbye Media Man ou Joyful Resurrection. Il enregistre plusieurs disques dont Tom Fogerty, classé 78e au Billboard 200 en 1971. Dans ses albums, il bénéficie de la collaboration de Jerry Garcia du Grateful Dead, Merl Saunders ainsi que de deux anciens de Creedence Clearwater Revival, Stu Cook (bassiste) et Doug Clifford (batteur), ainsi que John Fogerty (dans l'album Zephyr National).
En 1990, Tom Fogerty meurt d'une tuberculose liée au SIDA contracté lors de transfusions sanguines. Après sa mort, une compilation, The Very Best of Tom Fogerty, sort en 1999.